# Women Against Pornography
Women Against Pornography (WAP) (en español Mujeres Contra la Pornografía) fue un grupo activista del feminismo radical de Estados Unidos basado en Nueva York que fue especialmente influyente en el movimiento antipornografía a finales de los años 1970 y en los años 1980.
WAP fue el grupo feminista más conocido contra la pornografía de los muchos activos en Estados Unidos y en el mundo anglófono, principalmente desde finales de los años setenta hasta principios de los noventa. Después de intentos fallidos previos para iniciar un amplio grupo feminista antipornografía en Nueva York, WAP finalmente se estableció en la ciudad en 1978. WAP rápidamente obtuvo un amplio apoyo para su campaña contra la pornografía y a finales de 1979 celebró una marcha en Times Square en la que participaron más de 5000 personas. A través de esta marcha, así como de otros medios de activismo, WAP pudo obtener un inesperado apoyo financiero de la oficina del alcalde, propietarios de teatros y otros grupos interesados en la gentrificación de Times Square. 
WAP se hizo conocido debido a sus giras informativas antipornografía en sex shops y teatros pornográficos en Times Square. En la década de 1980, WAP comenzó a centrarse más en hacer lobby y en esfuerzos legislativos contra la pornografía, en particular en apoyo a la legislación antipornografía orientada a los derechos civiles. También fueron activas en testificar ante la Comisión Meese y parte de su defensa de un modelo antipornografía basado en los derechos civiles encontró eco en las recomendaciones finales de la comisión. A fines de la década de 1980, el liderazgo de WAP cambió su enfoque centrándose en la denuncia del tráfico sexual internacional, que llevó a la fundación de la Coalición contra el Tráfico de Mujeres. En la década de 1990 WAP tuvo menos actividad y, finalmente, desapareció a mediados de los años 90.
Las posiciones del grupo fueron controvertidas. Grupos en defensa de las libertades civiles se opusieron a WAP planteando que los enfoques legislativos que WAP defendía equivalían a censura. Por otro lado WAP tuvo conflicto con la llamadas feministas prosexo, quienes sostuvieron que las campañas feministas contra la pornografía estaban mal dirigidas y en última instancia amenazaban las libertades sexuales y los derechos de libertad de expresión de manera perjudicial para las mujeres y las minorías sexuales. Las feministas WAP y prosexo se enfrentaron en el marco de la Conferencia Barnard de 1982 dando lugar a los llamados debates feministas sobre la sexualidad de los años 70 y 80.

## Creación
El grupo que eventualmente se convirtió en Mujeres contra la pornografía surgió de los esfuerzos de activistas radicales de Nueva York en el otoño de 1976, después de la controversia pública y los piquetes organizados por Andrea Dworkin y otras feministas radicales sobre el debut público de Snuff .  Fue parte de una ola más amplia de organizaciones feministas radicales en torno al tema de la pornografía , que incluyó protestas de los anuncios sadomasoquistas del grupo de Los Ángeles Mujeres contra la violencia contra las mujeres contra los Rolling Stones por su álbum Black and Blue (ver más abajo ). Entre las fundadoras del grupo de Nueva York están Adrienne Rich , Grace Paley , Gloria Steinem , Shere Hite , Lois Gould, Barbara Deming , Karla Jay , Andrea Dworkin, Letty Cottin Pogrebin,   Letty Cottin Pogrebin,  y Robin Morgan .  Estos esfuerzos iniciales se estancaron después de un año de reuniones y resoluciones sobre un documento de posición, que esperaban colocar como publicidad pagada en The New York Times , expresando objeciones feministas a la pornografía y distinguiéndolas de las quejas conservadoras contra la "obscenidad".
En noviembre de 1978, un grupo de feministas de Nueva York participó en una conferencia nacional feminista antipornografía , organizada por Women Against Violence in Pornography and Media (WAVPM) en San Francisco. Después de la conferencia, Susan Brownmiller se acercó a las organizadoras de la WAVPM Laura Lederer y Lynn Campbell, y las animó a viajar a Ciudad de Nueva York para apoyar la organización del movimiento antipornografía allí. Lederer decidido quedarse en San Francisco para editar una antología basada en las presentaciones de la conferencia, pero Campbell aceptó la propuesta. Llegó a Nueva York en abril de 1979, con Brownmiller, Adrienne Rich y Frances Whyatt aportando dinero para ayudarla a cubrir sus gastos de subsistencia mientras avanzaba el trabajo de organización. Dolores Alexander fue reclutada para buscar fondos y Barbara Mehrhof fue contratada como organizadora poco después con el dinero que Alexander pudo recaudar. Brownmiller se incorporó pronto de manera no remunerada como la cuarta organizadora.

## Afiliación y apoyo
Las organizadoras originales de Women Against Pornography provenían sobre todo de los grupos feministas radicales de Nueva York creados en la década de 1970, pero tras iniciar su recorrido encontraron apoyos en otros espacios. Según Susan Brownmiller,

El grupo que se convirtió en Mujeres contra la pornografía era más vivo y más diverso que cualquier otro con el que haya trabajado en el movimiento. El bar de Maggie Smith, con "I Will Survive" a todo volumen en la máquina de discos, era una parada para las prostitutas del vecindario que ella intentaba evitar. Amina Abdur Rahman, directora de educación de la [Liga Urbana] de Nueva York, estuvo con Malcolm X en el [Salón de Baile Audubon] la noche en que fue asesinado. Dianne Levitt fue la organizadora estudiantil de una protesta en contra de  Playboy  en Barnard College, Dorchen Leidholdt había fundado Nueva York WAVAW, Frances Patai fue Marilyn Kaskel, ex actriz y modelo, fue asistente de producción de televisión, Angela Bonavoglia escribió una revista independiente, Jessica James actuó junto a Broadway, Janet Lawson era una cantante de jazz, la familia de Alexandra Matusinka tenía una tienda de suministros de plomería cercana, Sheila Roher era dramaturgo, Ann Jones estaba escribiendo  Women Who Kill , Anne Bowen había tocado la guitarra con Deadly Nightshade, y Myra Terry era decoradora de interiores y presidenta de capítulos de  NOW en  New Jersey

La diversidad de perspectivas dentro del grupo fue la fuente de considerable debate y cierta acritud.  Originalmente, WAP no tomó una postura sobre el tema de la prostitución, por ejemplo, ya que había una división entre los miembros que se oponían a la prostitución como una forma de dominación masculina y aquellos que querían incorporar a las prostitutas al movimiento.  (Posteriormente, WAP llegó a oponerse firmemente a la prostitución como una forma de explotación de las mujeres y criticó la pornografía como un "sistema de prostitución".  )  También hubo una considerable tensión entre las feministas heterosexuales y las separatistas lesbianas.
La decisión de WAP de centrar la atención en la pornografía y la prostitución en Times Square atrajo el inesperado apoyo de los dueños de los teatros de Broadway y de las agencias de desarrollo de la ciudad que se desesperaban ante el creciente crimen y el deterioro urbano en el vecindario de Times Square.  Carl Weisbrod, jefe del Proyecto de Cumplimiento de Midtown de la Alcaldía, les ayudó a conseguir un espacio de oficina gratuito en la 42nd Street Redevelopment Corporation , en un edificio de bares y restaurantes vacíos que pudieron usar hasta que se pudo encontrar un comprador (ocuparon el edificio durante más de dos años, hasta que dos edificios adyacentes se derrumbaron durante una renovación).  St. Malachy's, una capilla de actores de Midtown, contribuyó con los escritorios excedentes.  Cuando Bob Guccione intentó comprar el espacio (para abrir un establecimiento que se llamaría Meat Rack), WAP alertó a los residentes del vecindario, quienes protestaron y rechazaron el acuerdo propuesto.

 Sin embargo, la participación más amplia a veces creaba conflictos con los partidarios que no se dieron cuenta de que los objetivos del grupo se extendían más allá de Times Square: 
 Los propietarios de teatros de la Liga de Nueva York nos entregaron un cheque por diez mil dólares, aunque Gerry Schoenfeld, de la Organización Shubert , el zar detrás del generoso regalo, nos atacó cuando vio que nuestra misión era algo más amplia que "limpiar Times Square". "  " Playboy ?" Gritó un día, entrando en la oficina.  "¿Estás en contra de Playboy ?  ¿Dónde está Gloria Steinem?  ¿Sabe ella lo que estás haciendo? 

## Marcha en Times Square
Women Against Pornography también organizó una Marcha en Times Square, celebrada el 20 de octubre de 1979. En la marcha participaron entre cinco y siete mil personas, quienes desfilaron detrás de una enorme pancarta que decía "Mujeres contra la pornografía / No a la violencia contra las mujeres", incluyendo Brownmiller, Alexander, Campbell, Mehrhof, Bella Abzug , Gloria Steinem, Robin Morgan, Andrea Dworkin, Charlotte Bunch , Judy Sullivan y Amina Abdur-Rahman.  La marcha logró una amplia cobertura en los informativos de tarde de la CBS y en los periódicos.

## Historia posterior
Tras la marcha en Times Square, Lynn Campbell renunció a su puesto como organizadora (debido a su mala salud) y Brownmiller renunció para terminar de trabajar en su libro Femininity , mientras que Dorchen Leidholdt asumió un nuevo papel de liderazgo en la organización. 
En 1988, WAP organizó una conferencia titulada "Trata de mujeres", co-patrocinada por el grupo feminista contra la prostitución de Evelina Giobbe "Women Hurt in Systems of Prostitution Engaged in Revolt" (WHISPER).  La conferencia exploró el papel del tráfico sexual para proporcionar mujeres a la "industria del sexo".  Como resultado de esta conferencia, Leidholdt consideró que sería más productivo centrarse en combatir la industria del sexo internacional y fundó la  Coalition Against Trafficking in Women (CATW) (Coalición contra la trata de mujeres). Pronto se retiró también como líder de Mujeres contra la pornografía para enfocar sus esfuerzos en esta nueva campaña.
Después de la salida de Leidholdt, WAP se volvió mucho menos activo.  El grupo fue dirigido por Norma Ramos, quien continuó realizando intervenciones públicas en nombre de WAP hasta principios de los años noventa. WAP desapareció a mediados de la década de 1990, cerrando en 1996-97, aunque Leidholdt y Ramos continuaron activas en CATW en la década de 2000. 

## Campañas
A finales de la década de 1970 y principios de la década de 1980, Women Against Pornography se enfocó en campañas educativas para crear conciencia de lo que consideraban los daños causados por la pornografía y la industria del sexo.  Su activismo tomó muchas formas, incluyendo presentaciones de diapositivas, visitas a tiendas de la industria del sexo en Times Square, conferencias y manifestaciones públicas. 

### Presentaciones de diapositivas
Los primeros esfuerzos educativos del grupo fueron una serie de presentaciones de diapositivas de pornografía hardcore y softcore , que se mostraban con comentarios críticos.  Julia London, del grupo Women Against Violence Against Women de Los Ángeles, utilizó el formato de una presentación de diapositivas con comentarios críticos para ilustrar temas pornográficos de núcleo blando en las portadas de álbumes de rock; WAP adaptó el formato para hablar sobre pornografía en general, incluida la pornografía hardcore.  Las presentaciones de diapositivas generalmente fueron organizadas por grupos feministas locales y se llevaron a cabo en hogares de mujeres como parte de las reuniones de sensibilización .  El movimiento contra la pornografía ha seguido utilizando presentaciones de diapositivas como táctica educativa para reuniones de grupos feministas y eventos públicos. 
Los opositores al feminismo anti-pornográfico han criticado las presentaciones de diapositivas de WAP y grupos similares, afirmando que enfatizaron de manera desproporcionada los materiales violentos y sadomasoquistas y presentaron estos temas como típicos de toda pornografía.

### Times Square tours
La táctica más conocida de Women Against Pornography fue las visitas guiadas a los sitios de prostitución y pornografía en Times Square, que realizaban dos veces por semana por una contribución sugerida de $ 5.00.  (En San Francisco, WAVPM había realizado recorridos similares en los distritos de luz roja de esa ciudad.  ) Lynn Campbell sugirió que las personas que no consumían pornografía sabían muy poco sobre el contenido de la pornografía o la atmósfera en los sex shops y los shows de sexo en vivo , y que las visitas guiadas reales de la industria del sexo en Times Square podrían proporcionar una excelente herramienta educativa. Susan Brownmiller planificó un itinerario para el recorrido y escribió un guion para las guías (con ayuda de la información proporcionada por Carl Weisbrod, un oficial de policía encargado de encontrar y cerrar burdeles subterráneos en Midtown, y Maggie Smith, la dueña de un bar de vecindario).  Los recorridos a menudo implicaban encuentros no planificados: ser expulsados físicamente por los furiosos gerentes de las tiendas, observar a los hombres de negocios tratando de esconderse de los turistas, o hablar brevemente con artistas desnudos mientras estaban descansando.  Después de que un reportero de The New York Times participara en una de las primeras giras y escribiera un artículo para la sección Style, WAP recibió cobertura en People , Time , The Philadelphia Inquirer , periódicos europeos, programas de noticias de televisión locales y programas de entrevistas en la ciudad de Nueva York además de participar en el show de Phil Donahue en Chicago.

### Manifestaciones
Women Against Pornography también organizó una serie de grandes manifestaciones contra la pornografía, sobre todo la Marcha en Times Square (ver más arriba ). 

### Campañas posteriores
Durante la era del liderazgo de Dorchen Leidholdt, el grupo continuó con los recorridos y presentaciones de diapositivas de Times Square, organizó manifestaciones de protesta a menor escala, envió oradores y sostuvo debates públicos sobre pornografía, y anunció "WAP zaps", una serie de premios anunciados públicamente. Las condenas se centraron en la industria de la publicidad y expresaron su apoyo público a Linda Boreman después de que declarara públicamente que Chuck Traynor la había obligado a hacer películas como Garganta profunda y otras películas pornográficas como "Linda Lovelace". WAP también fue más activo en el cabildeo político durante este periodo. 
WAP fue uno de los varios grupos que protestaron por el lanzamiento de videojuegos pornográficos de Mystique durante la década de 1980, especialmente contra su juego Custer's Revenge , que muchos consideraban racista. 

### Haciendo lobby
WAP también se enfocó en hacer lobby para conseguir leyes contra la pornografía, particularmente en la legislación como la Ordenanza de Derechos Civiles Antipornográficos Dworkin-MacKinnon que se adhirió al enfoque de " derechos civiles " feministas en lugar del enfoque de "obscenidad" anterior.  De acuerdo con esto, en 1984 WAP presionó para cambiar una ordenanza contra la pornografía propuesta en el condado de Suffolk, Nueva York , para reflejar su enfoque; cuando estos cambios no se dieron a conocer, WAP, junto con varios grupos contra la censura, presionaron con éxito contra la aprobación de la medida.
En 1986, el grupo jugó un papel importante en las audiencias de la Comisión Meese , ayudando a la comisión a localizar testigos y haciendo que Dorchen Leidholdt testificara durante las audiencias de la comisión.  A pesar de esto, WAP intentó distanciarse de la comisión, que adoptó un enfoque conservador contra la obscenidad de la pornografía, e incluso realizó una manifestación contra la comisión inmediatamente antes de que Leidholdt apareciera como testigo amistoso.  Gran parte de su lenguaje de la pornografía como una violación de los derechos civiles contra las mujeres encontró su camino en el informe final de la Comisión Meese.

### Premios publicitarios
WAP celebró una ceremonia anual de premios en la que se entregaron cerdos de plástico para campañas publicitarias que WAP consideraba "degradantes para las mujeres y las niñas" y los "Premios Ms. Liberty" se otorgaron por "anuncios de prowoman".  Muchos anunciantes no estaban de acuerdo con la interpretación de WAP de sus campañas publicitarias, aunque al menos un receptor de un premio "cerdo", el fabricante de calzado Famolare , respondió cambiando sus anuncios, y fue recompensado con un premio "Ms. Liberty" el año siguiente.

### Conferencias
En 1987, WAP organizó una conferencia titulada "Los liberales sexuales y el ataque al feminismo", un foro en el que varias destacadas escritoras feministas radicales expresaron su oposición a la nueva escuela del feminismo prosexo .  En 1988, WAP (junto con WHISPER) organizó una conferencia titulada "Trata de mujeres" (ver más arriba ), que aborda la cuestión del papel de la trata en la industria sexual internacional.

## Oposición y controversias
La difunta editora de la revista High Society y actriz porno Gloria Leonard fue una defensora abierta de la industria de adultos y durante varios años en la década de 1980 debatió con representantes de WAP en numerosos campus universitarios.

### Libertades civiles y liberalismo sexual
Muchas de las campañas de Mujeres contra la pornografía para cambios legales contra la pornografía las posicionaron en confrontación directa con defensores de las libertades civiles como la ACLU , que argumentó que leyes como la Ordenanza Dworkin / Mackinnon eran simplemente otra forma de censura .   WAP fue particularmente criticado por lo que fue visto por muchos como su postura próxima a la Comisión Meese  considerada por muchos como un ataque del gobierno a las libertades civiles. Por su parte, WAP argumentó que una doctrina absolutista de la libertad de expresión acabó comprometiendo los derechos civiles de las mujeres.  WAP también acusó que las contribuciones monetarias de los pornógrafos a grupos como la ACLU habían comprometido la capacidad de dichos grupos para ver las tácticas legales contra la pornografía de manera objetiva.
Desde sus inicios, el grupo fue polémico en algunos  círculos feministas que consideraban que las campañas feministas contra la pornografía estaban mal dirigidas y, en última instancia, amenazaban las libertades sexuales y los derechos de libertad de expresión de una manera que en última instancia sería perjudicial para las mujeres, los gais y las minorías sexuales . Ellen Willis fue particularmente franca en sus críticas a WAP y otras campañas feministas contra la pornografía.  La oposición al tipo de política contra la pornografía feminista adoptada por WAP condujo al surgimiento de un movimiento opuesto dentro del feminismo conocido como " feminismo prosexo " (un término acuñado por Willis).  Por su parte, WAP consideraba a las feministas prosexo como "liberales sexuales" y "liberacionistas sexuales" que no eran feministas reales y estaban ciegas a, o posiblemente incluso en convivencia con la opresión sexual masculina hacia las mujeres y el papel central de dicha opresión en el mundo. defendiendo el dominio masculino .
Estas controversias llegaron a un punto crítico en un evento conocido como la Conferencia de Barnard sobre Sexualidad , una conferencia académica de 1982 sobre perspectivas feministas sobre la sexualidad.  La conferencia fue organizada por "pro-sexo" y otras feministas que sintieron que sus perspectivas fueron excluidas por el predominio de la posición feminista radical anti-pornografía en los círculos feministas.  Estos últimos fueron a su vez excluidos de la participación en la Conferencia de Barnard.  WAP respondió haciendo piquetes a la conferencia.  También se alega que WAP participó en una campaña de hostigamiento contra varias organizadoras de la conferencia (entre ellas, la escritora Dorothy Allison ), publicando sus domicilios y números de teléfono en folletos que se distribuyeron públicamente, involucrándose en el hostigamiento telefónico y llamando a los empleadores de estas personas en un intento de despedirlos de sus trabajos.  En 1984, las feministas en oposición a Mujeres contra la pornografía y las políticas feministas contra la pornografía se unieron en el Grupo de trabajo feminista contra la censura (FACT).
Las confrontaciones a menudo violentas entre las feministas de pro-sexo y anti pornografía (en las cuales WAP jugó un papel central) durante la década de 1980 se conocieron como las Guerras feministas sobre la sexualidad.

## Grupos similares
Surgieron varios grupos feministas contra la pornografía en todo Estados Unidos, así como a nivel internacional, en particular a fines de los años setenta y principios de los ochenta.  Algunas historias del movimiento contra la pornografía se refieren erróneamente a las actividades de estos grupos como las de "Mujeres contra la pornografía", que es, por mucho, el más conocido de estos grupos.
Entre los primeros grupos de este tipo se encuentran Mujeres contra la violencia contra las mujeres (WAVAW, por sus siglas en inglés), que se fundó en Los Ángeles en 1976 y fue dirigida por Marcia Womongold.  Este grupo fue especialmente conocido por realizar una manifestación en 1977 en respuesta a una cartel temático de BDSM para el álbum Black and Blue de los Rolling Stones, que mostraba a una mujer atada y magullada con el título "I'm "Black and Blue" from The Rolling Stones - and I love it ! " (Soy "Black and Blue" de The Rolling - y me encanta) . El cartel fue eliminado en respuesta a las protestas de WAVAW. WAVAW tuvo varios capítulos en múltiples ciudades de América del Norte y el Reino Unido, con una época en la que tuvieron Gran actividad en Boston. (Un capítulo de la ciudad de Nueva York encabezado por Dorchen Leidholdt también existía antes de la fundación de WAP.  )  El grupo estuvo activo hasta 1984.
Women Against Violence in Pornography and Media (WAVPM) fue un grupo de San Francisco que jugó un papel muy importante en la fundación de WAP. Según Alice Echols , "los dos grupos comparten el mismo análisis". WAVPM fue pionero en muchas de las tácticas de WAP (como presentaciones de diapositivas, visitas a tiendas de pornografía y demostraciones masivas en distritos de luz roja). Fue activo entre 1976 y 1983 y fue dirigida por Lynn Campbell (quien se convirtió en la primera directora de WAP) y Laura Lederer.
Feminists Fighting Pornography , lideradas por Page Mellish, se organizaron en la ciudad de Nueva York .
Feminists Against Pornography era un grupo diferente, activo en Washington D. C. a finales de los años 1970 y principios de los 1980. 
El Pornography Resource Center, un grupo de Minneapolis, fue fundado en 1984 para apoyar la campaña de Catharine MacKinnon para aprobar la Ordenanza de Derechos Civiles Antipornográficos en Minneapolis.  El grupo cambió su nombre a Organizing Against Pornography en 1985 y estuvo activo hasta 1990.
En el Reino Unido, la Campaña contra la pornografía (CAP) fue lanzada por la diputada británica Clare Short en 1986 y fue más conocida por su campaña "Off the Shelf" contra "las chicas de la página tres " en los tabloides británicos. Un grupo disidente, Campaign Against Pornography and Censorship (CPC), iniciado por Catherine Itzin en 1989, se adhirió más al enfoque de anti-pornografía de los derechos civiles favorecido por Women Against Pornography.  CPC estaba activo en Irlanda y en el Reino Unido. Ambos grupos estuvieron activos hasta mediados de los años noventa. 
En Nueva Zelanda, un grupo que se llamó a sí mismo "Women Against Pornography (Mujeres contra la pornografía)" estuvo activo durante los años ochenta y principios de los noventa (1983-1995),  aunque no tenía una conexión formal con el grupo estadounidense.  Se hicieron especialmente conocidas por su intento en 1984 de forzar la dimisión del jefe de la Office of Film and Literature Classification de Nueva Zelanda, Arthur Everard, tras permitir que la película de terror I Spit on Your Grave se distribuyera en ese país. En este contexto nacional, la Sociedad para la Promoción de Estándares Comunitarios trató de prevenir la criminalización de la violación conyugal en 1982, por lo que hubo tensiones entre la derecha cristiana y las activistas feministas contra la pornografía, así como un movimiento reforzado por los derechos LGBT en Nueva Zelanda, que también se benefició del liberalismo social prevaleciente, señaló que la pornografía gay no operaba de acuerdo con los mismos parámetros psicológicos y sociológicos que su equivalente heterosexual.  Cuando se disolvió en 1995, Women Against Pornography no había adoptado una estrategia que convergiera con la derecha cristiana de Nueva Zelanda, a diferencia de muchas de sus contrapartes nacionales en el extranjero.  Gran parte de esto se debió a la debilidad de la Sociedad de Nueva Zelanda para la Promoción de los Estándares Comunitarios después de la co-beligerancia  contra la Ley de Reforma de la Ley Homosexual de 1986 . 
El grupo Scottish Women Against Pornography (SWAP) se creó en 1999. [cita requerida] y todavía estaba activo a partir de 2008. Tampoco tiene una conexión formal con el grupo estadounidense y se inició mucho después de su desaparición. 
En 2002, la feminista anti-pornográfica Diana Russell y varias de sus compañeras usaron informalmente el nombre "Mujeres contra la pornografía" para una manifestación contra la apertura del Club Hustler , un club de estriptis de San Francisco.